# ザック・ハンプル
ザカリー・ベン・ハンプル（英: Zack Hample、1977年9月14日 - ）は、アメリカ合衆国の野球コレクター。アレックス・ロドリゲスのキャリア通算3000本目の安打やマイク・トラウトのキャリア初本塁打を含む、メジャーリーグのスタジアムから1万2000個以上の記念球を収集したと主張している。